# 弯形蔺
弯形蔺（学名：Eleocharis geniculata）为莎草科荸荠属下的一个种。

## 扩展阅读
- 維基物種上的相關：弯形蔺